# Elemér Lónyay
Elemér Ödön Lónyay z Velké Lónye a Vásáros-Namény (24. srpna 1863, Bodrog-Olasz – 29. července 1946, Pannonhalma) byl maďarský šlechtic a diplomat, který se v roce 1917 stal knížetem. Byl druhým manželem belgické princezny Štěpánky.

## Život

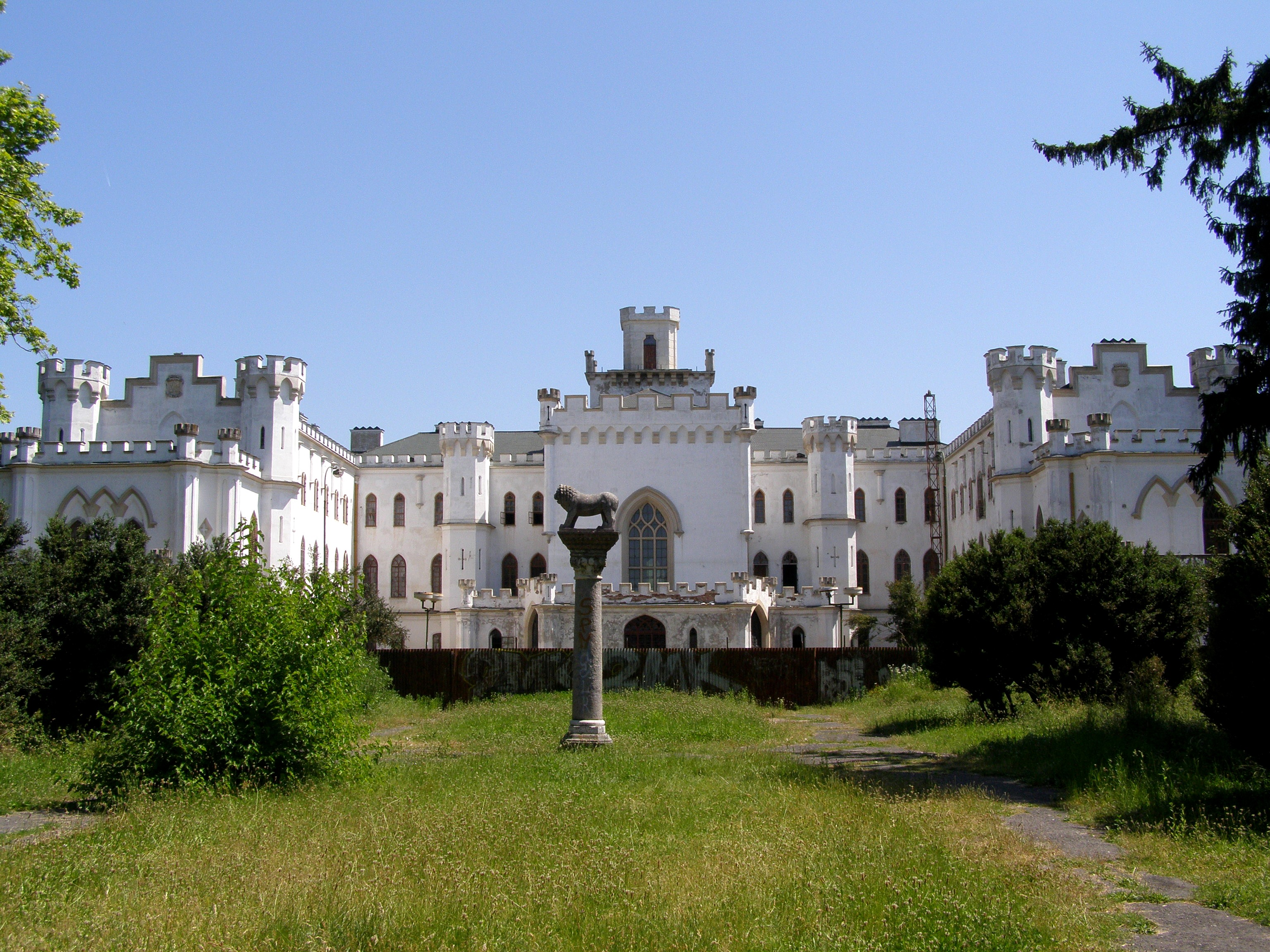
Zámek Rusovce, sídlo Eleméra Lónyaye v letech 1906–945

Narodil se na rodovém zámku v Bodrog-Olaszi. Byl druhým synem Ödöna Lónyaye (1834–1885) a jeho manželky Wilmy Pázmándy (1839–1919). Jeho rodina držela baronský titul od roku 1627. Elemér vystudoval práva a státní vědy v Budapešti. Po otcově smrti vstoupil do diplomatických služeb, zatímco jeho bratr Gábor (1861–1917) převzal správu rodinného majetku. V roce 1886 byl jmenován legačním radou. Sloužil v Bukurešti, poté v Petrohradě a Bruselu. V roce 1890 se stal císařským a královským komořím u rakouského dvora. V roce 1892 byl povýšen na tajemníka velvyslanectví a působil v Petrohradě, Paříži, Londýně a Stuttgartu. Poté využil roční dovolenou k cestování po Africe a zemích Středomoří. V roce 1895 doprovázel arcivévodu Ludvíka Viktora jako člen císařské delegace na korunovaci cara Mikuláše II. v Petrohradě. V roce 1896 byl spolu se svým bratrem Gáborem povýšen do hraběcího stavu. V roce 1897 odešel ze zahraniční služby a odešel do důchodu.
Poté, co se Elemér Lónyay zřekl kalvinismu a konvertoval ke katolicismu, se 22. března 1900 v Terstu na zámku Miramare oženil s arcivévodkyní Štěpánkou, druhou dcerou Leopolda II. Belgického. Štěpánka, která v roce 1889 ovdověla po korunním princi Rudolfovi, hrála od té doby u vídeňského dvora jen podřadnou roli. V důsledku nového sňatku ztratila titul arcivévodkyně, byla vyloučena z císařské rodiny, a protože svazek s Elemérem Lónyayem byl morganatický, přerušila veškeré vztahy se svým otcem, který neschvaloval jeho nerovný charakter. Pokud jde o arcivévodkyni Alžbětu Marii, jedinou Štěpánčinu dceru, ta se s matkou stýkala stále méně a matka ji nakonec v roce 1934 vydědila.
Přestože jejich manželství bylo bezdětné, bylo velmi šťastné. V roce 1906 se manželé přestěhovali na zámek Oroszvár (německy Karlburg, slovensky Rusovce) u Bratislavy. Velkostatek Rusovce se zámkem koupili za čtyři milióny korun a vedli zde aktivní společenský život. Častým hostem zde byl například nový následník trůnu arcivévoda František Ferdinand se svou manželkou, jejichž manželství bylo rovněž morganatické. V létě se obvykle zdržovali v Bodrog-Olaszi.
Dne 28. ledna 1917 povýšil císař Karel I. Eleméra do knížecího stavu (jednalo se o poslední knížecí titul udělený v habsburské monarchii), zároveň byl jmenován c. k. tajným radou a členem uherské Sněmovny magnátů. Štěpánka a její manžel se na svém zámku starali o válečné raněné. V květnu 1945 museli Elemér a Štěpánka uprchnout před Rudou armádou. Útočiště našli v opatství Pannonhalma u arciopata Kelemena Krizosztoma. Své jmění a majetek předali opatství, kde však zůstali jen několik měsíců, neboť Stephanie zemřela 23. srpna 1945, zatímco Elemér zemřel, rovněž v opatství Pannonhalma, o necelý rok později, 29. července 1946. Oba jsou pohřbeni v kryptě opatství Pannonhalma.